# Theater in der Josefstadt
A Theater in der Josefstadt (magyarul Józsefvárosi Színház) egy színház Bécs nyolcadik kerületében. 
A színházat 1788-ban alapították, és ezzel Bécs legrégebbi, még mindig használt színháza. Magáncég, de állami támogatásokat kap.

## A Theater in der Josefstadt híres egykori tagjai
- Susanne von Almassy
- Axel von Ambesser
- Maria Andergast
- Albert Bassermann
- Ludwig van Beethoven
- Hedwig Bleibtreu
- Alfred Böhm
- Maxi Böhm
- Heinz Conrads
- Lili Darvas
- Vilma Degischer
- Ernst Deutsch
- Marlene Dietrich
- Anton Edthofer
- August Everding
- O. W. Fischer
- Rudolf Forster
- Erik Frey
- Egon Friedell
- Carl Friese
- Adrienne Gessner
- Hans Gratzer
- Alexander Grill
- Ernst Haeusserman
- Marte Harell
- Paul Paul Hartmann
- Kurt Heintel
- Michael Heltau
- Heinz Hilpert
- Paul Hoffmann
- Hans Holt
- Attila Hörbiger
- Paul Hörbiger
- Fritz Imhoff
- Hans Jaray
- Josef Jarno
- Curd Jürgens
- Fritz Kortner
- Hilde Krahl
- Nicolin Kunz
- Lotte Lang
- Wolfgang Liebeneiner
- Hans Lietzau
- Leopold Lindtberg
- Ernst Lothar
- Siegfried Lowitz
- Gustav Manker
- Winnie Markus
- Eleonora von Mendelssohn
- Alexander Moissi
- Hans Moser
- Fritz Muliar
- Lothar Müthel
- Johann Nestroy
- Hansi Niese
- Max Pallenberg
- Karl Paryla
- Rudolf Prack
- Otto Preminger
- Helmut Qualtinger
- Ferdinand Raimund
- Max Reinhardt
- Leo Reuss
- Walther Reyer
- Gerhard Riedmann
- Richard Romanowsky
- Hermann Romberg
- Annie Rosar
- Leopold Rudolf
- Sieghardt Rupp
- Léon de Saint-Lubin
- Aglaja Schmid
- Karl Schönböck
- Oskar Sima
- Sabine Sinjen
- Albin Skoda
- Kurt Sowinetz
- Rudolf Steinboeck
- Franz Stoß
- Franz von Suppé
- Hans Thimig
- Helene Thimig
- Hermann Thimig
- Hugo Thimig
- Jane Tilden
- Peter Vogel
- Gustav Waldau
- Ernst Waldbrunn
- Oskar Werner
- Paula Wessely
- Guido Wieland
- Grete Zimmer